# 小田原站
小田原站（日语：〔〕／〔〕 Odawara eki */?）是位於日本神奈川縣小田原市榮町一丁目以及城山一丁目，屬於東日本旅客鐵道（JR東日本）、東海旅客鐵道（JR東海）、日本貨物鐵道（JR貨物）、小田急電鐵（小田急）、小田急箱根、伊豆箱根鐵道的鐵路車站。

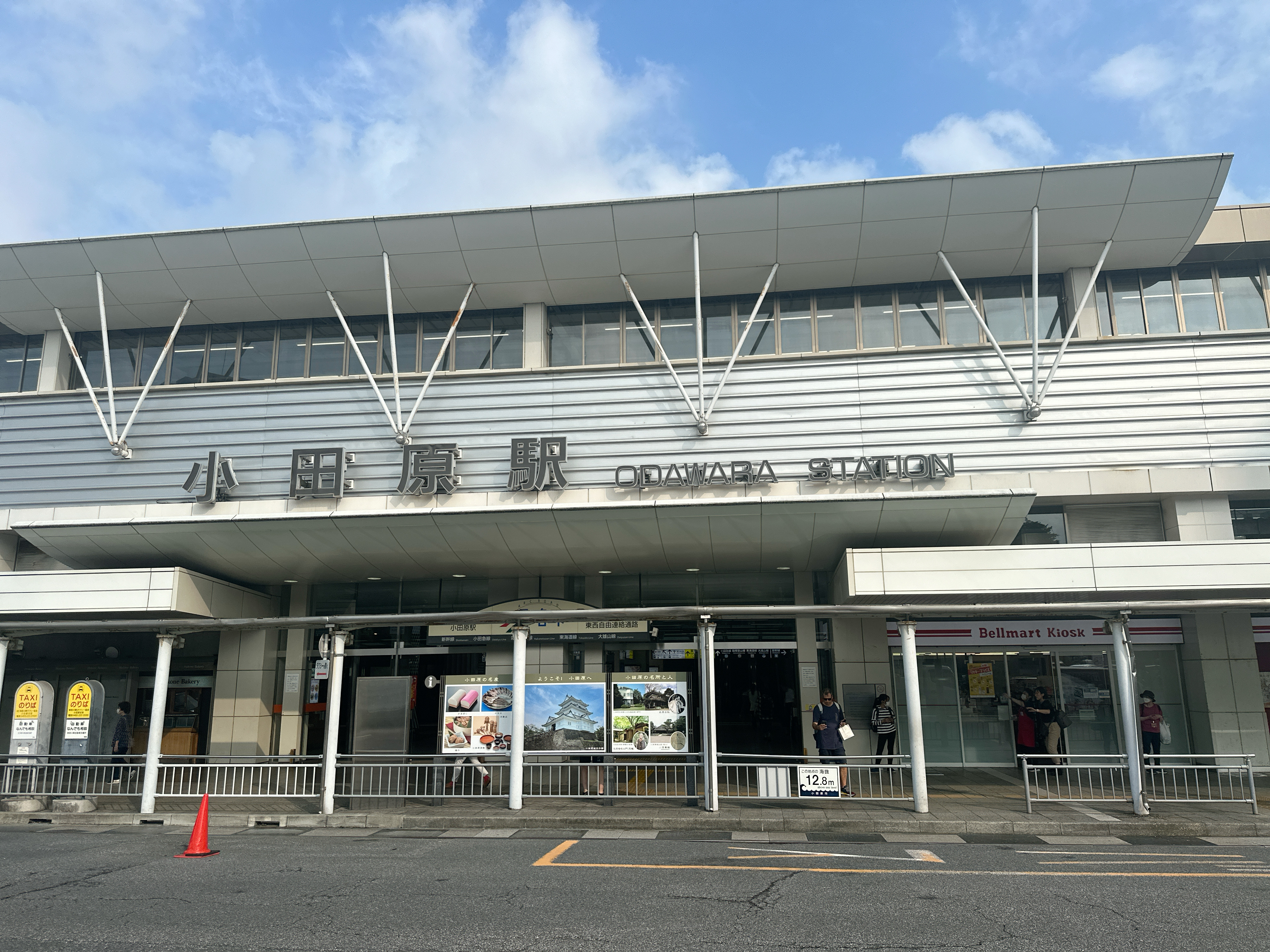
西口(2023年8月)

## 概要
本站是自古以來作為城下町、東海道宿場町繁榮發展的小田原市的中心車站，也是神奈川縣西部的鐵路總站、以及箱根觀光的據點之一。
本站於1920年（大正9年）以熱海線（現在東海道本線）的終點站開業。之後1927年小田原急行鐵道（現小田急電鐵）、1935年大雄山鐵道（現伊豆箱根鐵道）與箱根登山鐵道陸續通至本站，接著1964年東海道新幹線於此設站，現在1日約有15萬人進出本站。1987年4月國鐵分割民營化後，日本國有鐵道原路線東海道新幹線與東海道本線分別由JR東海、JR東日本管理，而貨物業務則由JR貨物繼承。
現在本站有JR東日本、JR貨物東海道本線（JR東日本為第一種鐵道事業、JR貨物為第二種道事業）、JR東海東海道新幹線、小田急電鐵小田原線、小田急箱根鐵道線、伊豆箱根鐵道大雄山線，其中小田急與小田急箱根直通運轉。2003年完成跨站式站房後正式連通各線。
JR東日本東海道本線車站停靠東京站起訖列車，與經新宿站直通高崎線的湘南新宿線，以及經東京站、上野站直通東北本線（宇都宮線）、高崎線的上野東京線。湘南新宿線原則上以本站為終點。東海道新幹線1日有15班（下行8班、上行7班）「光號」、「回聲號」停靠。另外，其他路線也有許多以本站為起終點的班次。JR小田原站的事務管碼為▲460126。

## 歷史

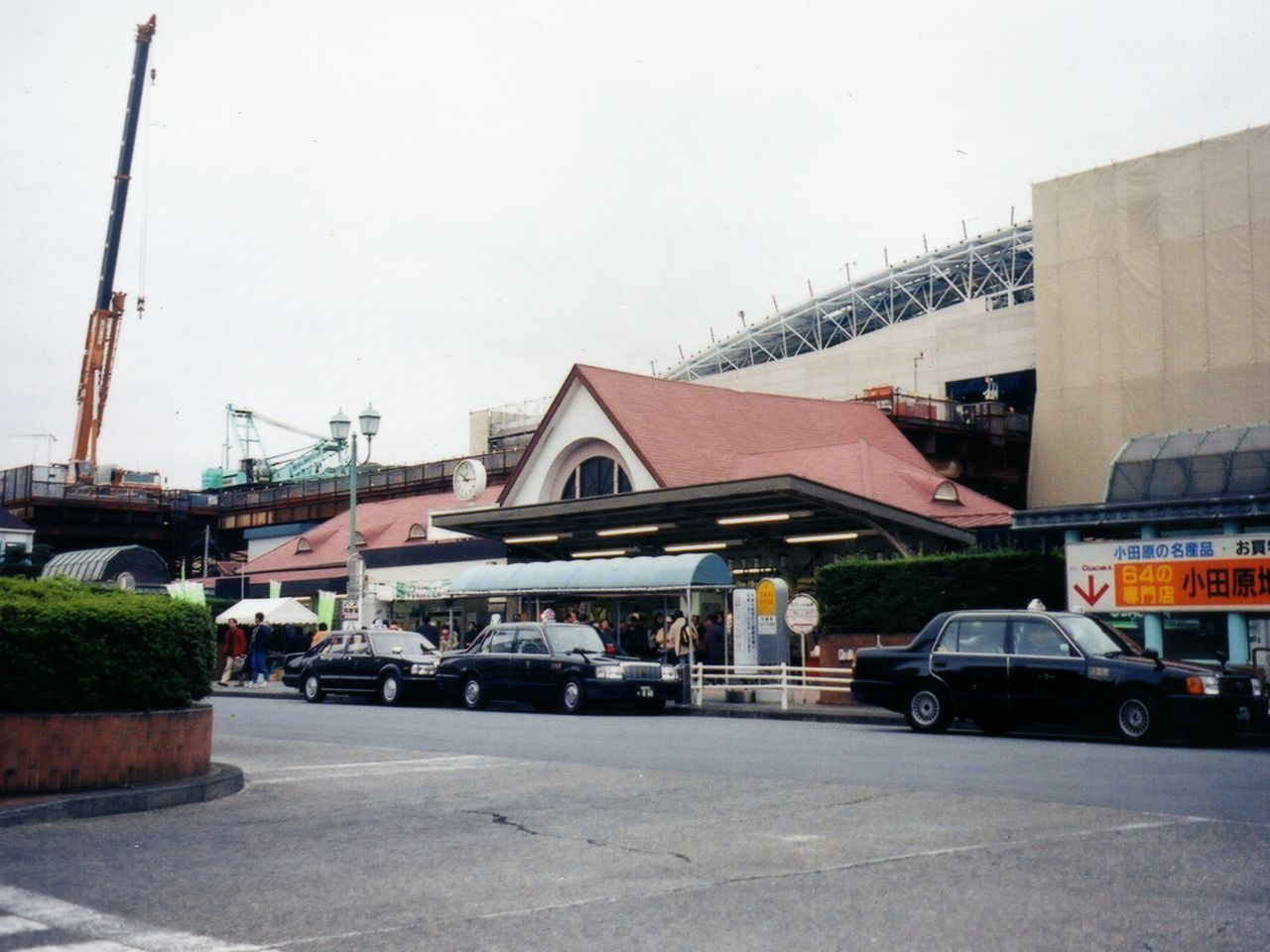
舊JR車站東口（2002年）

小田原在中世紀是東海道五十三次中，江戶起第九個宿場，為繁榮的交通要地。但在1889年（明治22年），東海道本線為繞過箱根八里的險要地形，以現在御殿場線的路線通車，使得小田原宿逐漸沒落。
1920年（大正9年），國府津～熱海的熱海線通車，東京、橫濱可直通小田原。從此，本地作為箱根觀光與湯治據點開始發展。
昭和時代，小田原急行鐵道（現小田急小田原線）開業，接著丹那隧道開通，熱海線升格為東海道本線，此地再度位居重要地位。之後大雄山鐵道（現伊豆箱根鐵道大雄山線）、箱根登山鐵道的加入與東海道新幹線通車，以及國鐵分割民營化成立JR東日本、JR東海，形成現在本站同時有五間鐵路業者營運的形態。

### 年表
- 1920年（大正9年）10月21日 - 熱海線國府津站～本站通車。開始客運、貨運服務。
- 1923年（大正12年）9月1日 - 因關東大地震，站房毀損。
- 1925年（大正14年）3月25日 - 熱海線通車至熱海站，全線通車。
- 1927年（昭和2年）4月1日 - 小田原急行鐵道（現小田急電鐵）新宿站～本站通車。
- 1934年（昭和9年）12月1日 - 國鐵車站路線改屬東海道本線。
- 1935年（昭和10年）6月16日 - 大雄山鐵道線（現伊豆箱根鐵道大雄山線）延伸本站。
- 1935年（昭和10年）10月1日 - 箱根登山鐵道延伸本站。
- 1948年（昭和23年）10月 - 浪漫特快開始運行。
- 1950年（昭和25年）3月1日 - 湘南電車開始運行。
- 1964年（昭和39年）10月1日 - 為東海道新幹線停靠站。
- 1973年（昭和48年）5月20日 - 本站貨運業務移交給新設的西湘貨物站（日语：西湘貨物駅）。
- 1976年（昭和51年）11月 - 東口廣場與地下街完成[2]。
- 1979年（昭和54年）10月1日 - 小田原站～大船站間複複線化（東海道貨物線）完成。
- 1980年（昭和55年）10月1日 - 東海道新幹線「光號」開始停靠本站。
- 1986年（昭和61年）11月1日 - 國鐵站停止託運業務。
- 1987年（昭和62年）3月31日 - 國鐵站恢復貨運業務。
- 1987年（昭和62年）4月1日 - 國鐵分割民營化，東海道本線由東日本旅客鐵道、東海道新幹線由東海旅客鐵道、貨運業務由日本貨物鐵道繼承。
- 2001年（平成13年）11月18日 - JR東日本啟用IC卡Suica。
- 2002年（平成14年）12月1日 - 湘南新宿線開始運行。
- 2003年（平成15年）3月30日 - 啟用新站房，東西自由通道暫時開放[1]。設置電梯、電扶梯、多功能廁所。
- 2003年（平成15年）12月20日 - 東西自由通道完全開放。新幹線高架下餐飲店開幕。
- 2005年（平成17年）6月25日 - 東口車站大樓（小田原LUSCA）開幕。
- 2006年（平成18年）3月18日 - 箱根登山鐵道停止駛入小田原站，統一由小田急車輛延駛至箱根湯本。
- 2008年（平成20年）3月15日 - 採用60000形MSE車的浪漫特快與東京地下鐵千代田線直通運轉。廢止急行直通箱根登山鐵道。隨著新松田以西不再運行準急，本站不再是準急停靠站。新11號月台啟用。
- 2013年（平成25年）8月19日 - 東海道線本站始發列車的乘車方式改為按鈕開門（當發生誤點等停車時間縮短的情形時，由車掌判斷）。
- 2015年（平成27年）6月30日 - 行駛於新橫濱站～本站間的東海道新幹線車內發生自焚事件（請參照東海道新幹線火災事件（日语：東海道新幹線火災事件））。[3]。
- 2018年（平成30年）
  - 3月17日 - 小田急小田原線的下行各站停車列車不再直通箱根登山鐵道，從新松田方向搭乘各站停車列車往箱根湯本方向時，需在本站換車。
  - 6月9日 - 晚上10點左右，行駛於新橫濱站 - 本站間的東海道新幹線「のぞみ265号」（東京站21:23發往新大阪的末班車）車內發生殺人事件[4]。造成東海道新幹線含本班列車在內的部分下行班次停駛。

## 車站構造
本站各站區的月台編號統一由南邊順序排列，故以下對各站區的描述亦按次順序排列。
- 1、2號月台：伊豆箱根鐵道
- 3～6號月台：JR東日本
- 7～11號月台：小田急、小田急箱根
  - （無12號月台）
- 13、14號月台：JR東海

除了新幹線為高架以外，其他都為地面月台。JR東日本、小田急、小田急箱根的驗票口與站務室在地上3樓，JR東海在地上1樓，伊豆箱根鐵道在地上2樓。小田急與小田急箱根在同一付費區內。
2003年3月30日跨站式站房完工。同年12月20日東西連絡通道「Arc Road」完成，打通東口與西口。東西自由通道寬達16公尺，並設有電扶梯與電梯，以及小田原市觀光資訊處。另外，JR東日本驗票口附近有市民團體設置的巨大小田原提燈遭到令和元年東日本台風（台風19号）破壞，2020年8月29日恢復展示。
2005年6月25日，舊東口JR站房舊址的地上5層地下1層車站大樓完成，地上1 - 5層為商場「LUSCA小田原」。同時也修改東西巴士總站的配置，東口增設行人地盤。站內也增設電梯、電扶梯、多功能廁所。

### 伊豆箱根鐵道
港灣式月台1面2線（1面未使用）。時刻表上，1號月台與2號月台交互發車。車站編號ID01。

#### 月台配置
| 月台 | 路線     | 目的地                         |
| ---- | -------- | ------------------------------ |
| 1、2 | 大雄山線 | 相模沼田、和田河原、大雄山方向 |

#### 站內設備
站房為獨立建築物。大廳內有多功能廁所。商店於付費區內，車站三樓有旅行公司。並設有東西自由通道。

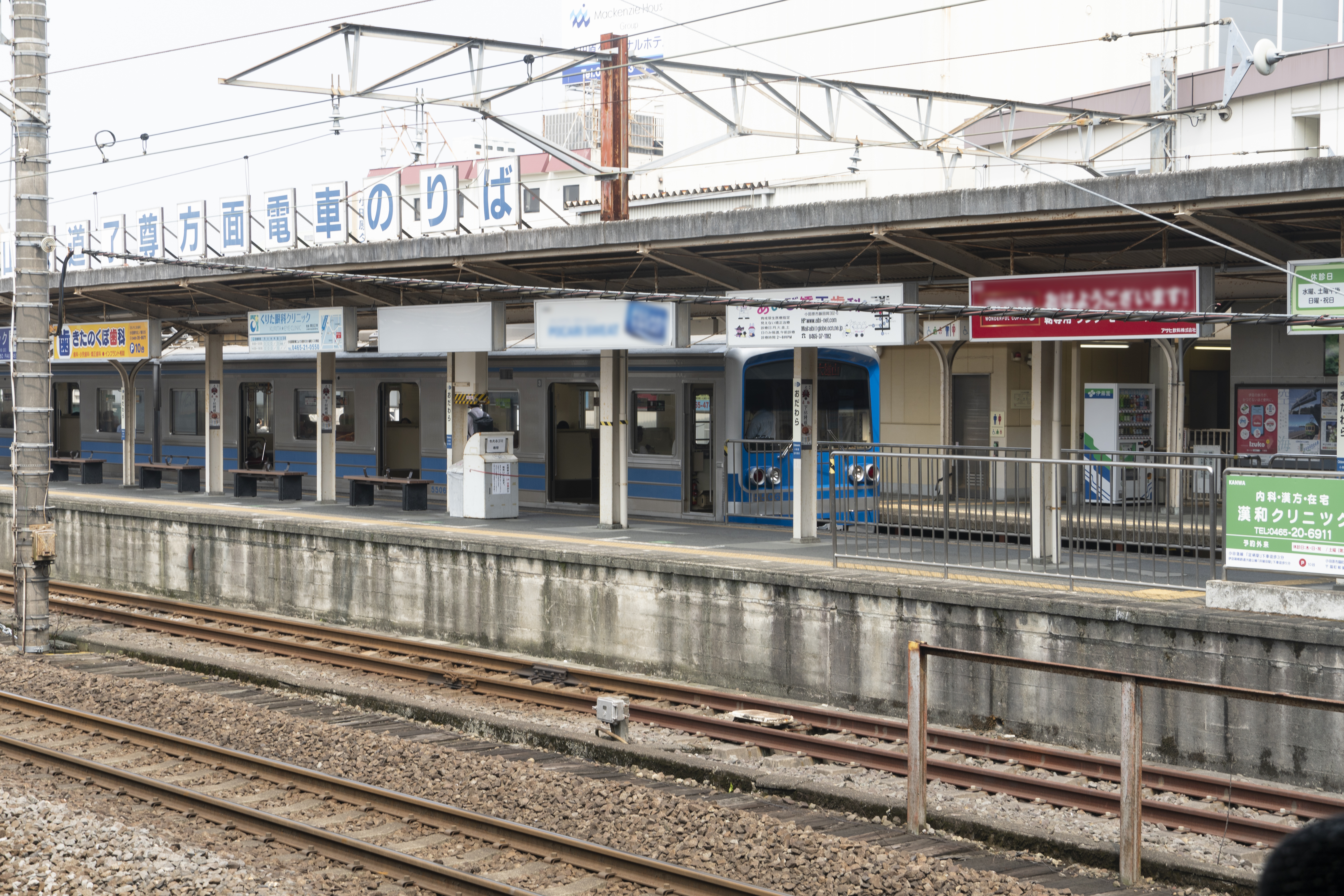
月台（2019年）

### JR東日本
本站為直營站（配置站長），管理鴨宮站與早川站（營業時間外的鴨宮站由國府津站實施遠距服務）。使用地面島式月台2面4線。其外側為貨物線2線與留置線2線。熱海方向亦有設置留置線。本站是鶴見站開始的東海道本線與東海道貨物線複複線區段終點，本站以西的旅客列車、貨物列車行駛同一線路。車站編號JT 16。
本站起訖的班次十分多，湘南新宿線與通勤快速以本站為終點始。部分普通列車會在本站待避或等候特急「踊子號」。另外，熱海發出的上行普通列車也會在本站與本站始發的湘南新宿線特別快速接續。
特急列車方面，「踊子號」部分班次停靠本站。另外，早晨有本站始發的特急「湘南」運行，夜間則是特急「湘南」、快速「ACTY」的終點站。部分列車會在本站與先行的熱海方向普通列車接續。
過去本站進行下行普通列車的附屬編組解聯與上行普通列車增聯。東京方向有附屬編組專用的兩條拖上線，現已停止使用。搭乘始發列車時，須按鈕開門。另外，發車1分鐘前會開啟車門方便乘車。但在誤點、停車時間過短等情形時，車掌可判斷是否開啟車門。

#### 月台配置
本站為為島式平面月台，共2面4線。
| 月台 | 路線     | 方向 | 目的地                                                              |
| ---- | -------- | ---- | ------------------------------------------------------------------- |
| 3、4 | 東海道線 | 下行 | 熱海、伊東、沼津方向                                                |
| 5、6 | 東海道線 | 上行 | 橫濱、品川、東京、上野、澀谷、新宿方向 （上野東京線）（湘南新宿線） |

（來源：JR東日本:車站構內圖 （页面存档备份，存于））
- 3、6號線為本線，4、5號線為副本線。
- 夜間有列車停放於站內。

#### 站內設備
各月台皆有電梯與電扶梯。大廳內設有多功能廁所。商店有3、4號線的「KIOSK小田原下行月台店」，5、6號線的「NEWDAYS mini小田原2號店」。設有往JR東海東海道新幹線的連絡通道。月台有效長度可停靠15輛編組車輛。

#### 貨運業務
JR貨物站為臨時站，沒有定期貨物列車，偶爾伊豆箱根鐵道大雄山線使用的車輛須進出大場工場時，會出現行駛本站與三島站之間東海道本線的甲種輸送列車。三島站可連接通往大場工場的伊豆箱根鐵道駿豆線。
本站伊豆箱根鐵道大雄山線與JR線之間沒有授受線，直接透過聯絡線進入東海道貨物線本線。由於之間有無架線地帶，進行甲種輸送時，電力機車與輸送車輛之間會用作為控車的三輛空貨櫃車（2012年以前為篷車）連結。輸送車輛先推送至聯絡線，對方再將之連結拉進線路。但由於此項作業需要長時間進行，因此JR方需修改貨物列車時刻，伊豆箱根鐵道方則須變更小田原站發車月台與取消班次。
另外，東海道貨物線上行線無法進入連通大雄山線的東海道貨物線下行本線，因此離開大場工場運至本站的列車需先行駛至相模貨物站，再使用反向機車前往本站。小田原站運輸結束後，由於一樣無法轉入東海道貨物線上行本線，須先行駛至富士站。
1984年1月以前有小田急電鐵的貨物列車運行。1994年以前，小田急電鐵與箱根登山鐵道車輛的搬入搬出也在本站進行（之後改至松田站～新松田站的連絡線）。1984年1月以前，小田急電鐵貨物列車有在本站進行連絡運輸。

#### 發車音樂
2014年11月1日起，發車音樂更改為《お猿のかごや》，是橫濱支社管內採用當地音樂的第八站，東海道線東日本區間則是次於品川站、平塚站、茅崎站的第四站。

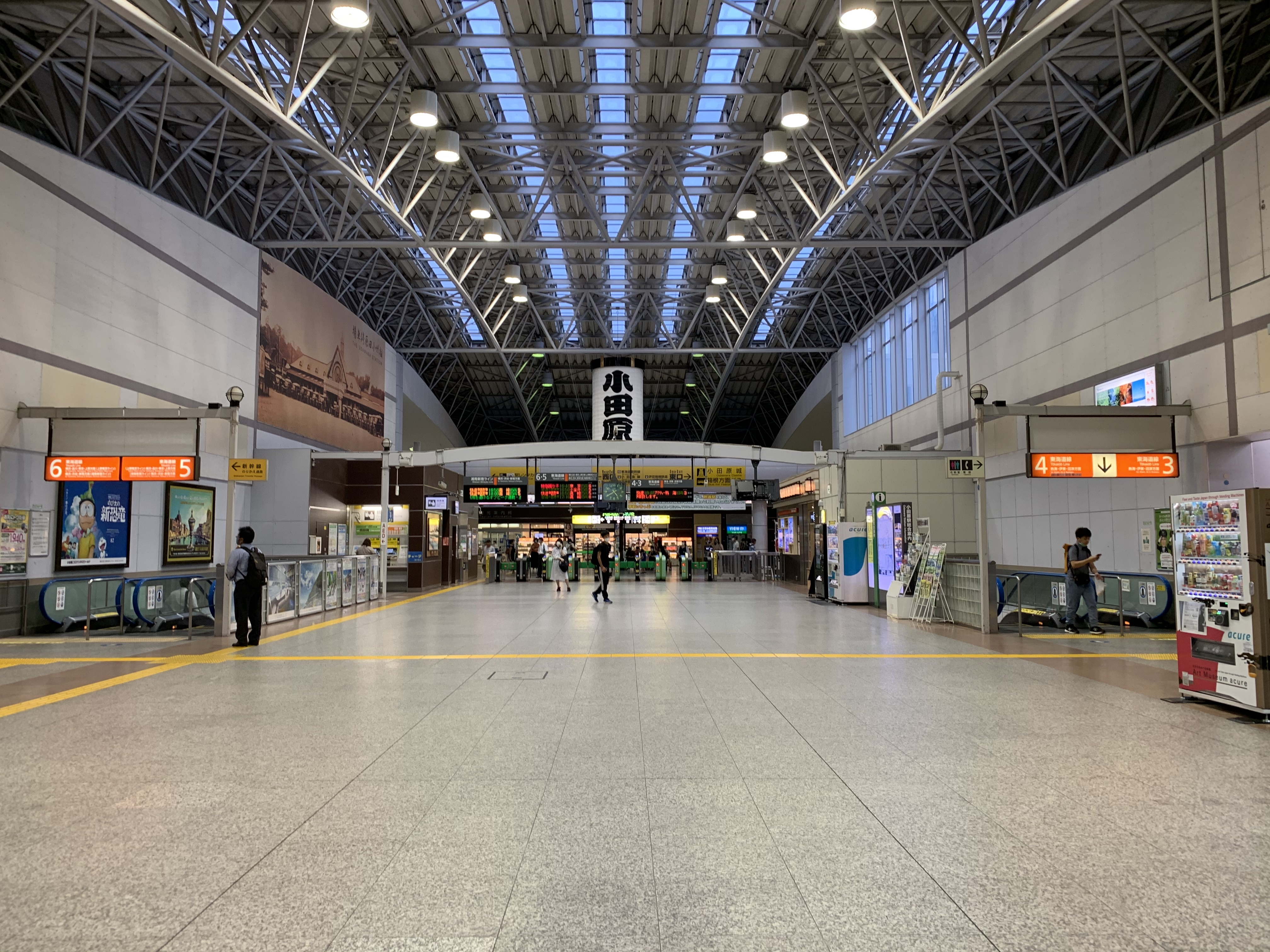
車站大廳(2020年9月)
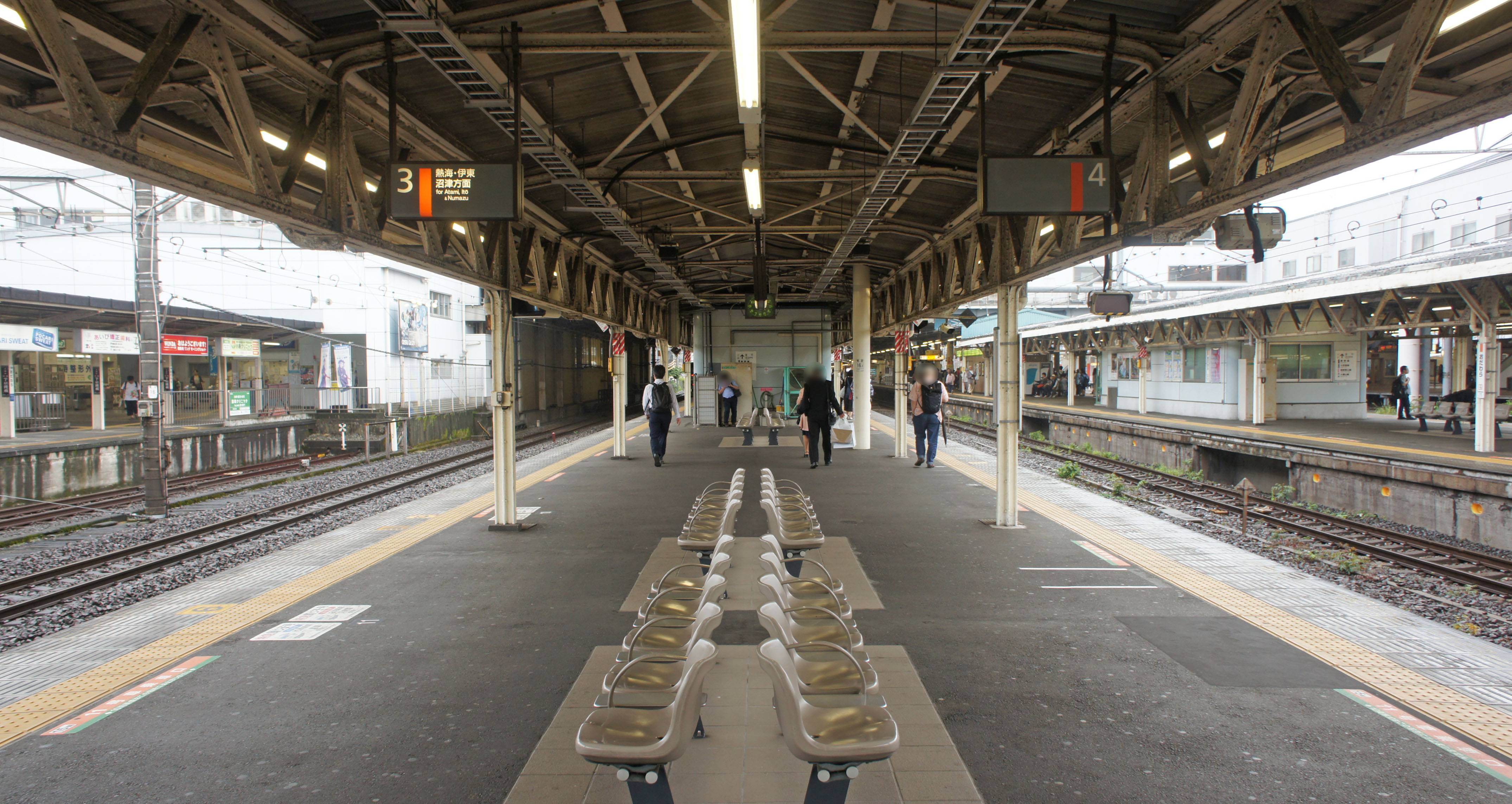
3號與4號月台（2021年8月）
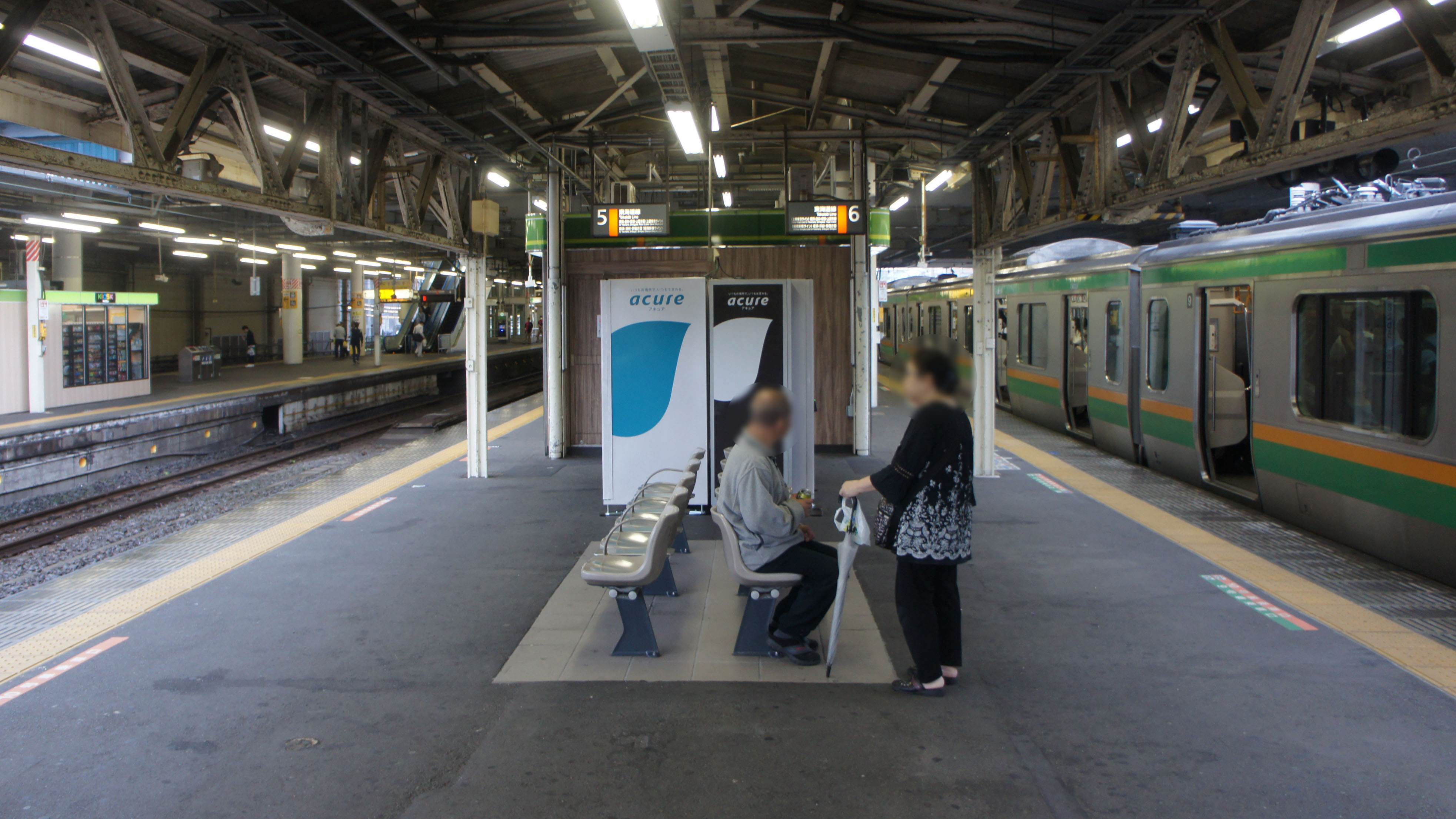
5號與6號月台（2021年8月）

### 小田急電鐵、小田急箱根
本站是小田急電鐵、小田急箱根的共同使用站，為小田急管理站。車站編號OH 47。兩公司雖然共用車站編號，但雙方採用不同的站內看板設計（小田急為藍色，小田急箱根為紅棕色），本站兩種設計並存。
2008年3月，以2面3線島式月台架構分為7～10號月台，月台北側有條平行的留置線。月台4線中，中側2線為港灣式，其中箱根登山側的舊11號月台線路插入7、8號月台之間，因此7號月台呈現特殊的缺口構造。這樣所有月台皆在地面上，轉乘方便，也不需考慮無障礙設施。
月台的發車音樂，7、11號月台往箱根湯本採用《箱根八里》作為發車音樂，9、10號月台全列車與7號月台新宿方向列車使用發車鈴。7號月台往留置線的列車不播放音樂。
2006年3月18日以後，本站往箱根登山線全部使用小田急車輛至箱根湯本。因此往強羅方向須在箱根湯本轉車。另外，部分浪漫特快也在本站增解聯。以前有許多新宿直通箱根湯本的一般列車，2008年3月15日改點後，小田急線直通箱根登山線的列車僅剩下4輛編組的各站停車與浪漫特快，2012年僅保留數班，各停幾乎改在小田原～箱根湯本折返行駛。
過去直通箱根登山線的浪漫特快，在本站至箱根湯本之間不能上車。但在2005年10月1日起，發車前向值班人員購入「座席券」就可搭乘。但若該列車滿座時就不販售「座席券」。若要搭成箱根湯本站的浪漫特快前往本站也是相同情形。此「座席券」不等於「特急券」，不須負擔特快費用。
本站是小田急管區長、站長所在站，管理小田原管區的鶴卷溫泉站至足柄站各站。
另外，小田急箱根的看板與宣傳品會標上各站標高，過去本站標高為26公尺，2013年修正為14公尺。

#### 月台配置
| 月台 | 路線           | 方向                      | 目的地                        | 備註                    |
| ---- | -------------- | ------------------------- | ----------------------------- | ----------------------- |
| 7    | 箱根登山電車   | 下行                      | 箱根湯本、強羅方向            |                         |
| 11   | 箱根登山電車   | 下行                      | 箱根湯本、強羅方向            | 折返專用                |
| 8    | 小田急小田原線 | （9號月台列車的下車月台） | （9號月台列車的下車月台）     | 折返專用                |
| 9    | 小田急小田原線 | 上行                      | 新宿、相模大野、 千代田線方向 | 折返專用                |
| 10   | 小田急小田原線 | 上行                      | 新宿、相模大野、 千代田線方向 | 部份上行列車使用7號月台 |

- 小田急線與小田急箱根鐵道線的直通列車，往箱根湯本停靠7號月台，往新宿方向停靠10號月台。
- 停靠7號月台的小田原線終點班次，原則上會利用箱根湯本站方向的留置線折返進入10號月台，但也有折返至足柄站留置線的情況。
- 舊11、12號月台為1面2線島式月台，是箱根登山線車輛專用的標準軌月台，2006年3月18日起停止使用（關閉）進行改建。內容包括撤除12號月台，11號月台軌道從標準軌改為窄軌並往新宿方向延伸，撤除7、8號月台的站長事務室以便11號月台長度延伸至停靠4輛邊組列車。11號月台在2008年3月15日改點後啟用，停靠小田原～箱根湯本間折返的4輛編組電車。
- 過去有直通箱根登山線的「急行」、「準急」（最大對應6輛編組，因此新宿的10輛編組列車多半在小田原線內的中間站進行解聯、增聯）。「快速急行」為10輛編組，無法進入箱根登山線，因此一開始不直通箱根登山線。
- 10號月台旁有條可停放10輛編組的側線。

2006年3月以前的月台配置如下。
| 月台 | 路線                      | 方向                      | 目的地                        | 備註                             |
| ---- | ------------------------- | ------------------------- | ----------------------------- | -------------------------------- |
| 7    | 箱根登山電車              | 下行                      | 箱根湯本、強羅方向            | 7號月台為小田急車輛使用          |
| 8    | （9號月台列車的下車月台） | （9號月台列車的下車月台） | （9號月台列車的下車月台）     | 折返專用                         |
| 9    | 小田急小田原線            | 上行                      | 新宿、相模大野、 千代田線方向 | 折返專用                         |
| 10   | 小田急小田原線            | 上行                      | 新宿、相模大野、 千代田線方向 |                                  |
| 11   | 箱根登山電車              | 下行                      | 箱根湯本、強羅方向            | 11、12號月台為小田急箱根車輛使用 |
| 12   | 箱根登山電車              | 下行                      | 箱根湯本、強羅方向            | 11、12號月台為小田急箱根車輛使用 |

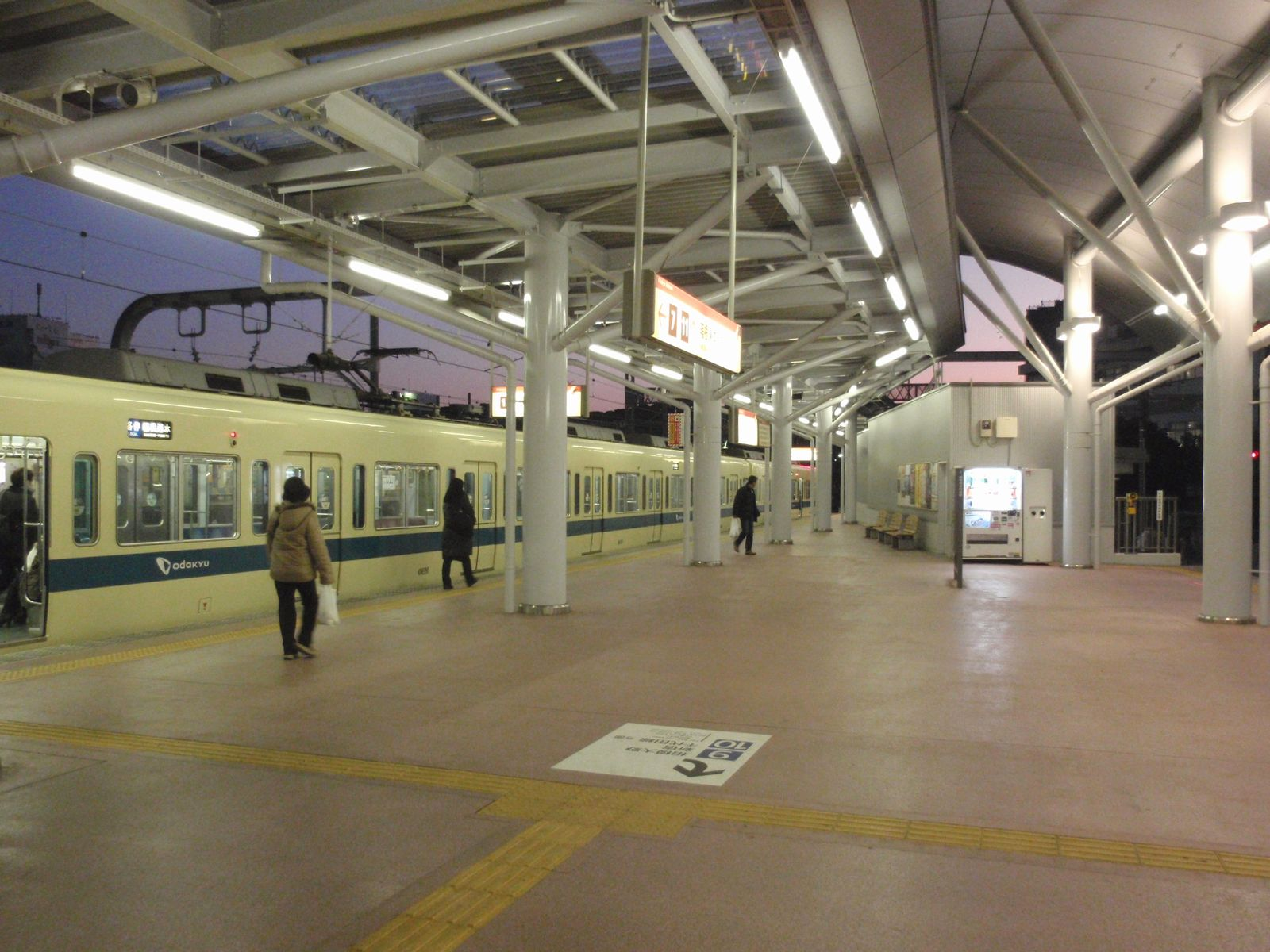
小田急箱根鐵道線11號月台(2010年1月)

#### 站內設備
各月台皆有電梯與電扶梯。大廳內有多功能廁所。商店有自由通道上的Odakyu MART，月台上的Odakyu SHOP。自由通道、大廳外有多間餐飲店。候車室位於各月台箱根板橋方向，以古代城下町為印象設計。
7～10號月台皆對應10輛編組。付費區亦設有自動體外心臟去顫器(AED) 。

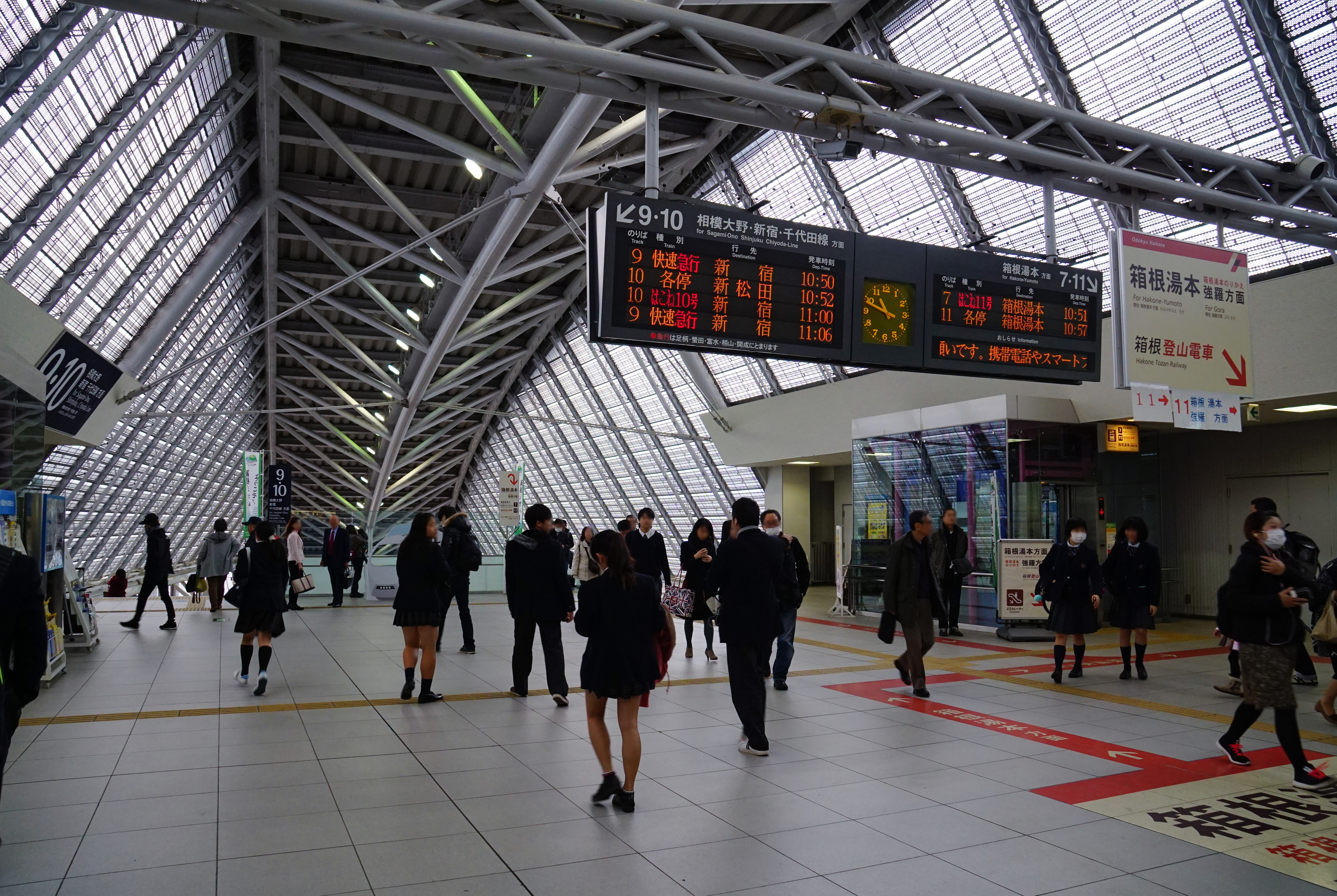
列車資訊顯示器（2016年12月23日）
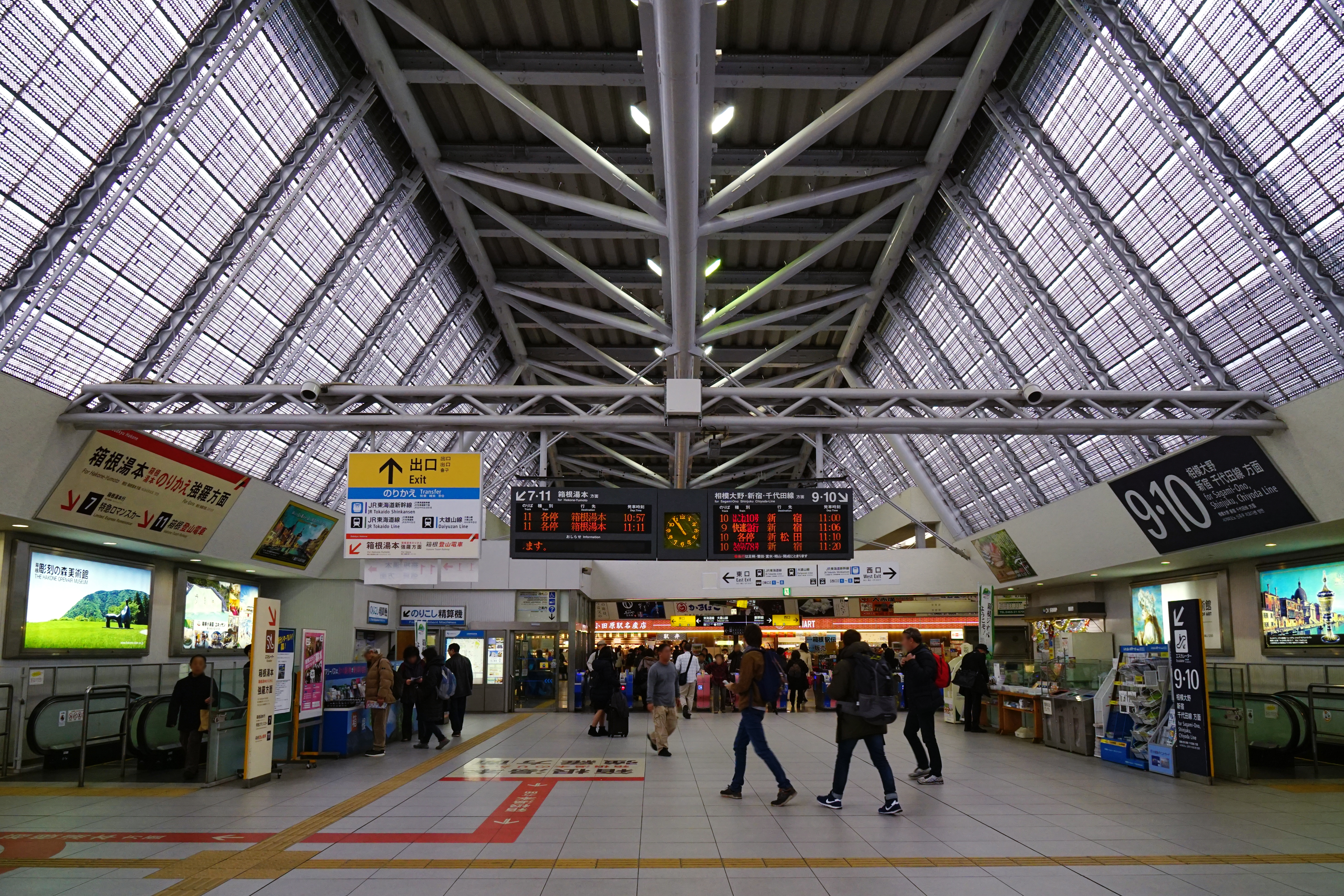
付費區內（2016年12月23日）
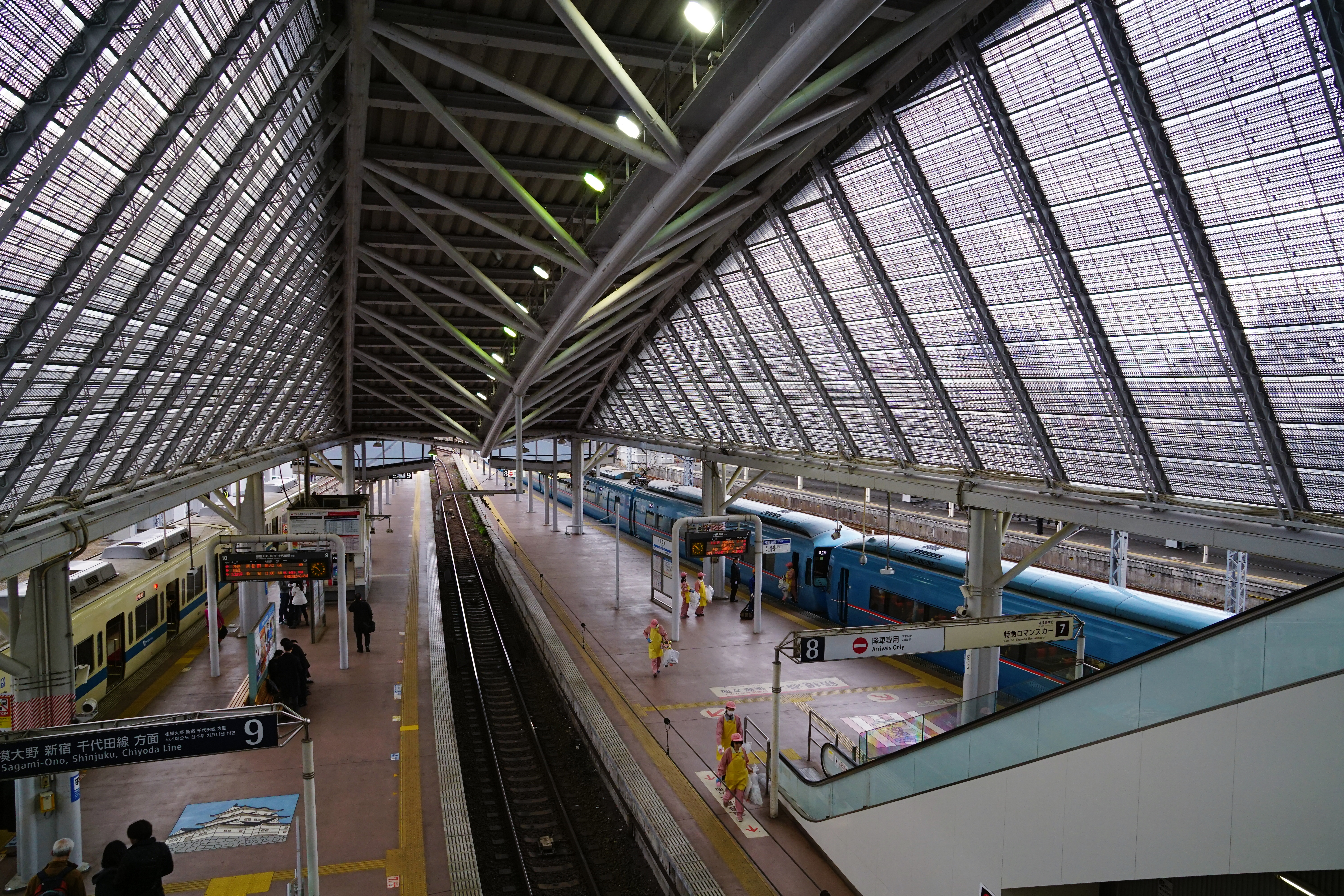
小田急線月台（2016年12月23日）
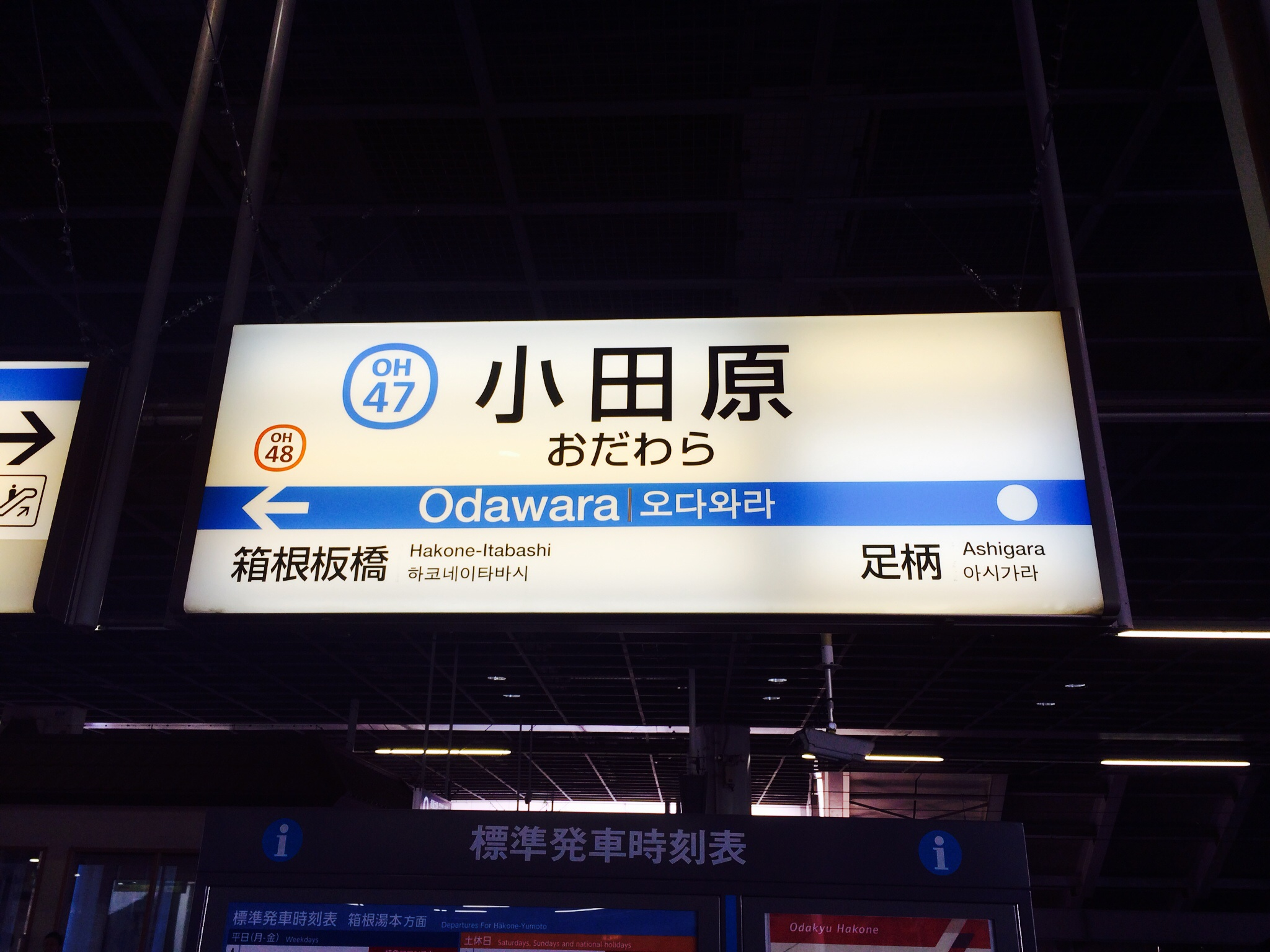
小田急站名標（2016年8月5日）
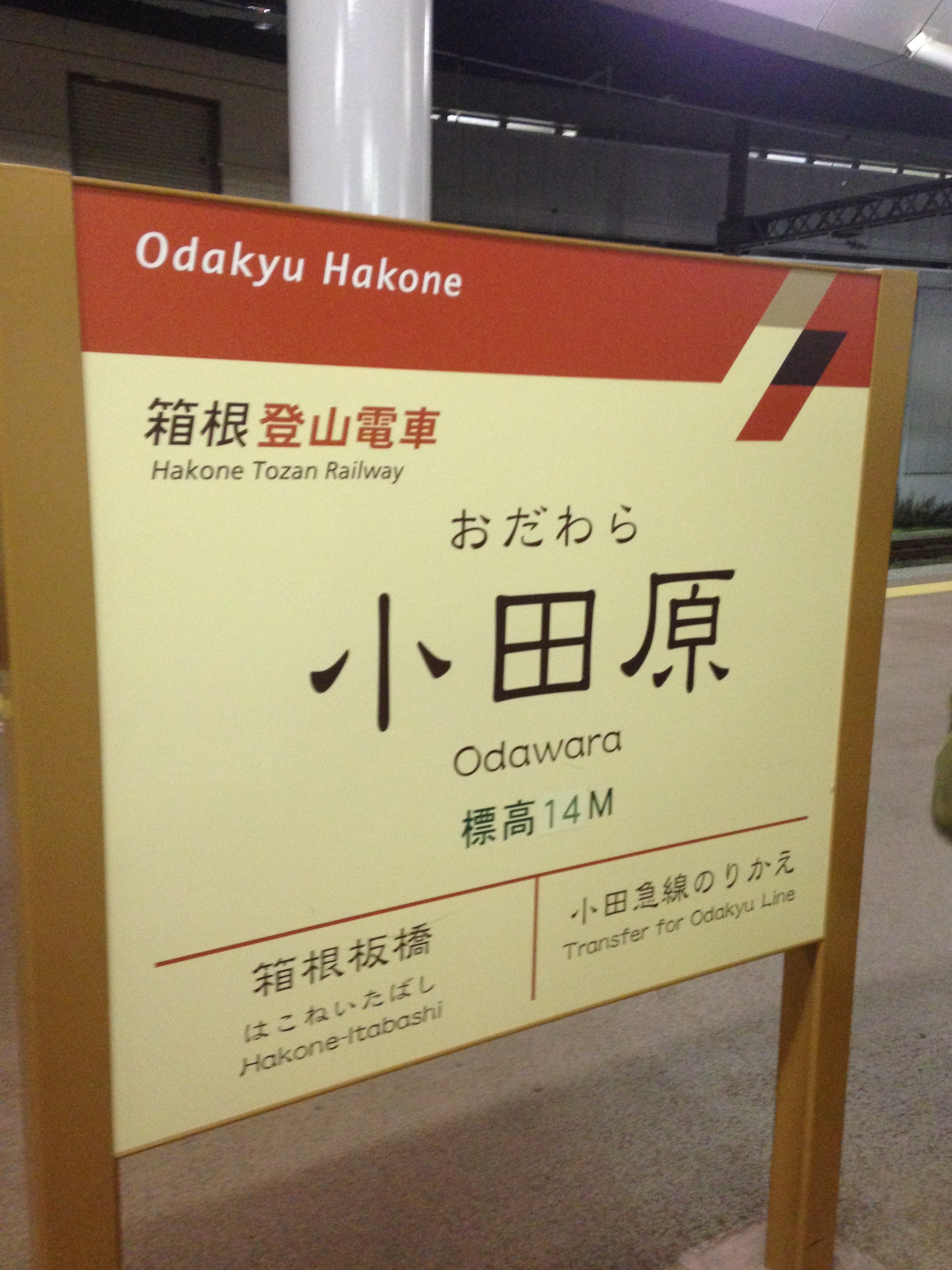
小田急箱根站名標（2014年3月9日）
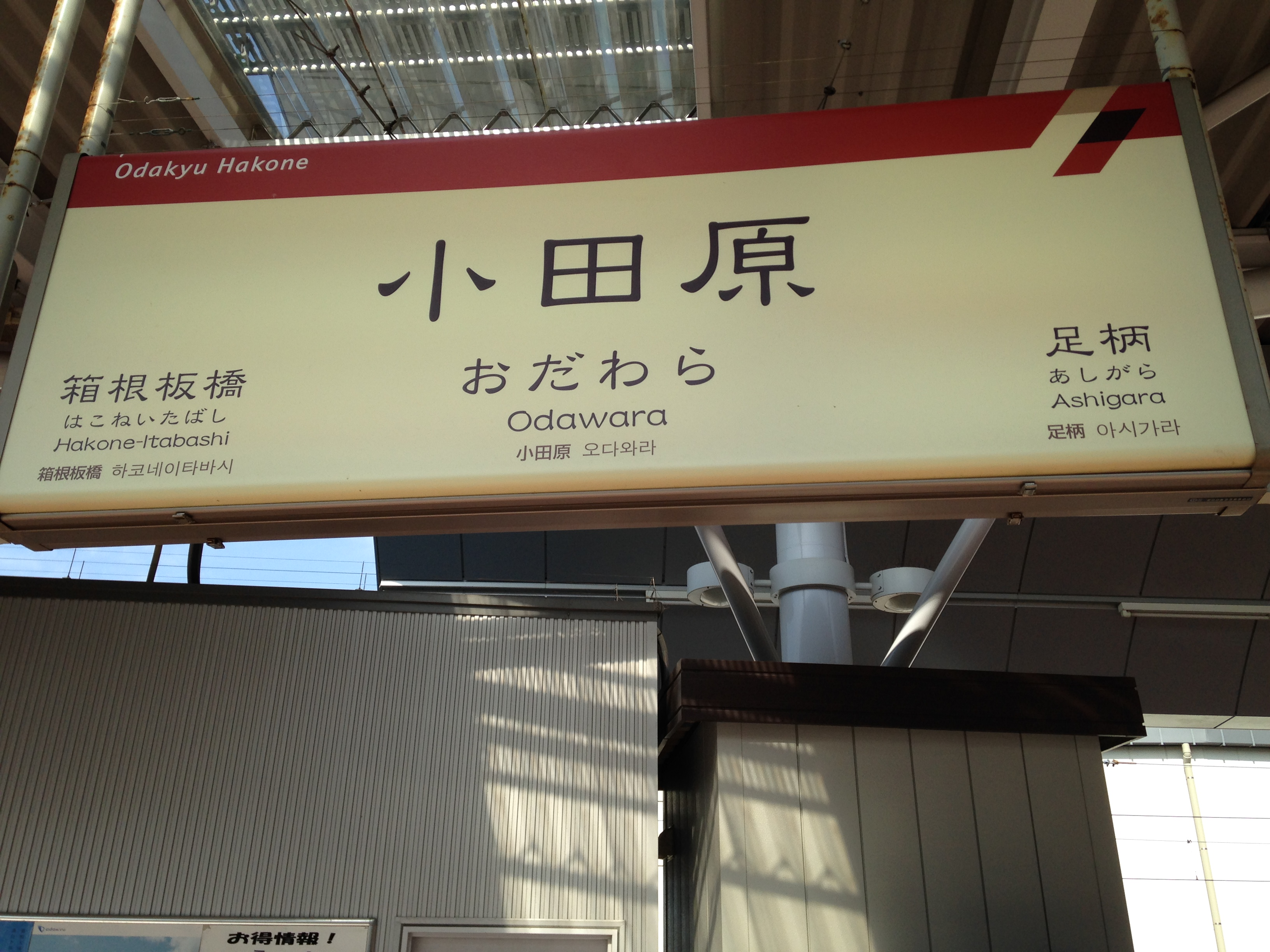
小田急箱根站名標（2014年3月9日）
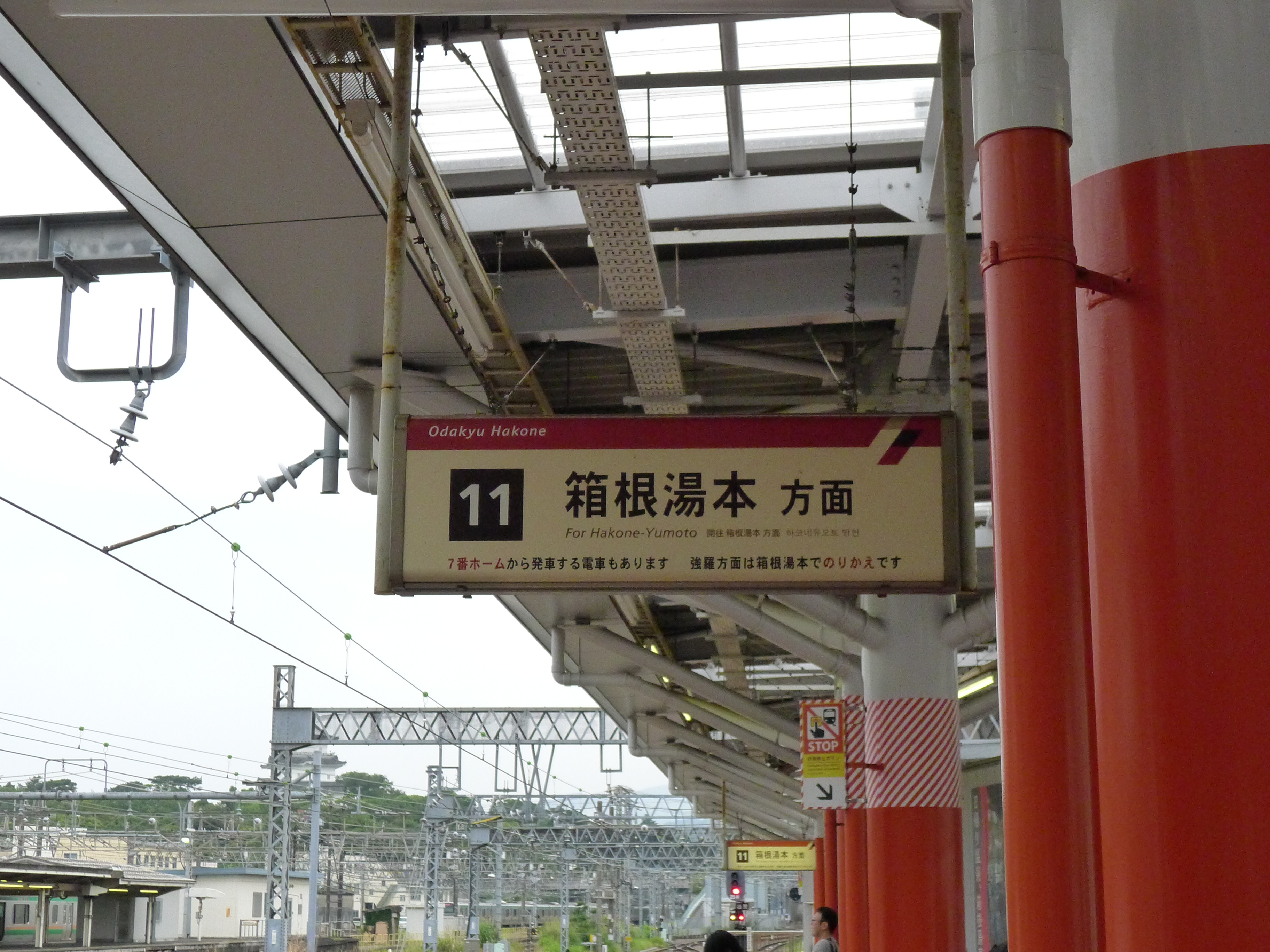
小田急箱根方向標（2018年5月31日）

### JR東海
為相對式高架月台，共2面4線。月台間有兩條通過線。「回聲號」多半在本站等待列車通過。

#### 月台配置
| 月台 | 路線         | 方向 | 目的地             |
| ---- | ------------ | ---- | ------------------ |
| 13   | 東海道新幹線 | 下行 | 名古屋、新大阪方向 |
| 14   | 東海道新幹線 | 上行 | 新橫濱、東京方向   |

（來源：JR東海:車站構內圖 （页面存档备份，存于））

#### 站內設備
各月台皆有電梯與電扶梯。大廳內有多功能廁所。各月台中央與東京方向有商店KIOSK，大廳2樓有候車室與商店。剪票口外有餐飲店、便利商店、書店等。並有聯絡通道往JR東日本車站。

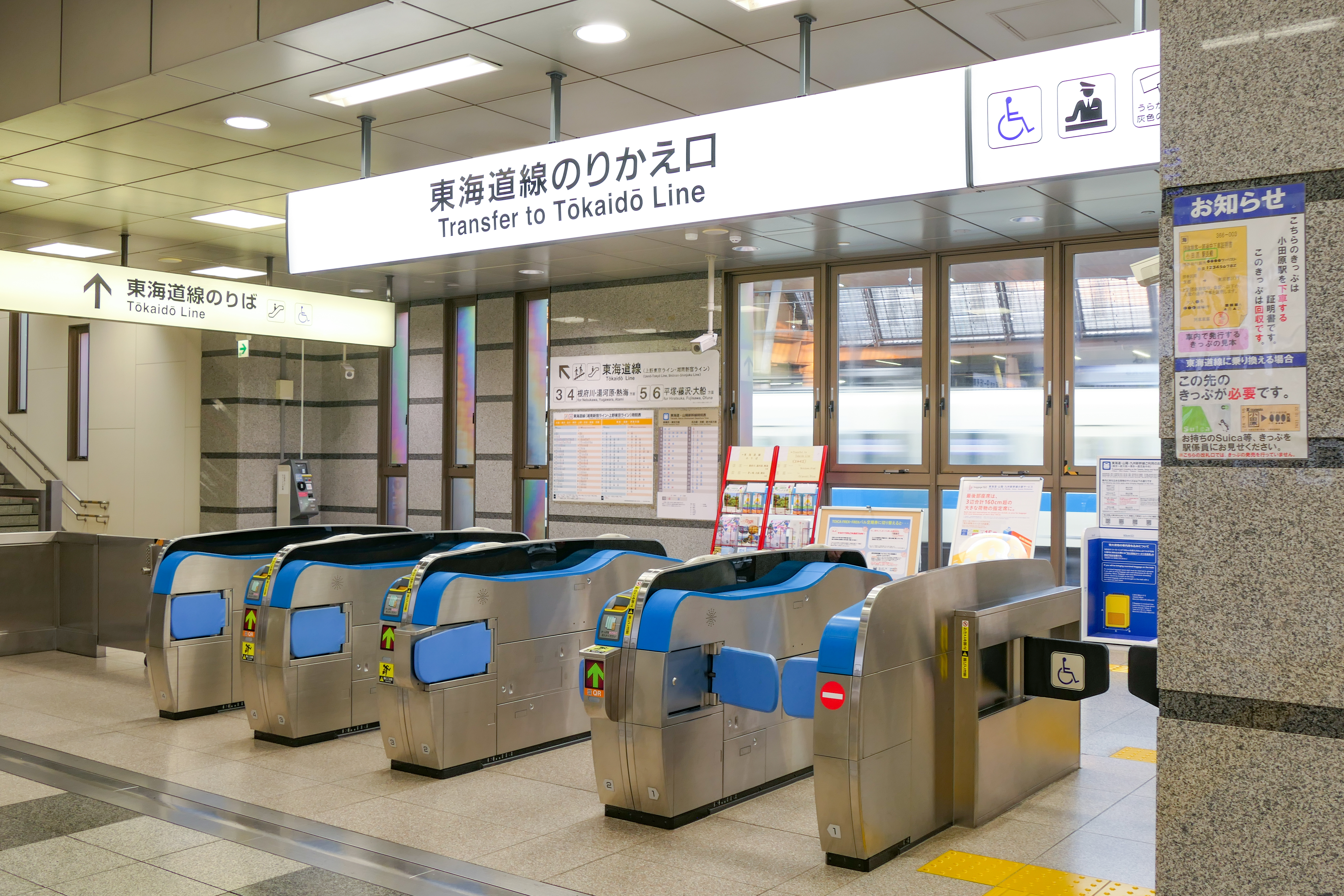
轉乘新幹線的驗票口（2021年8月）
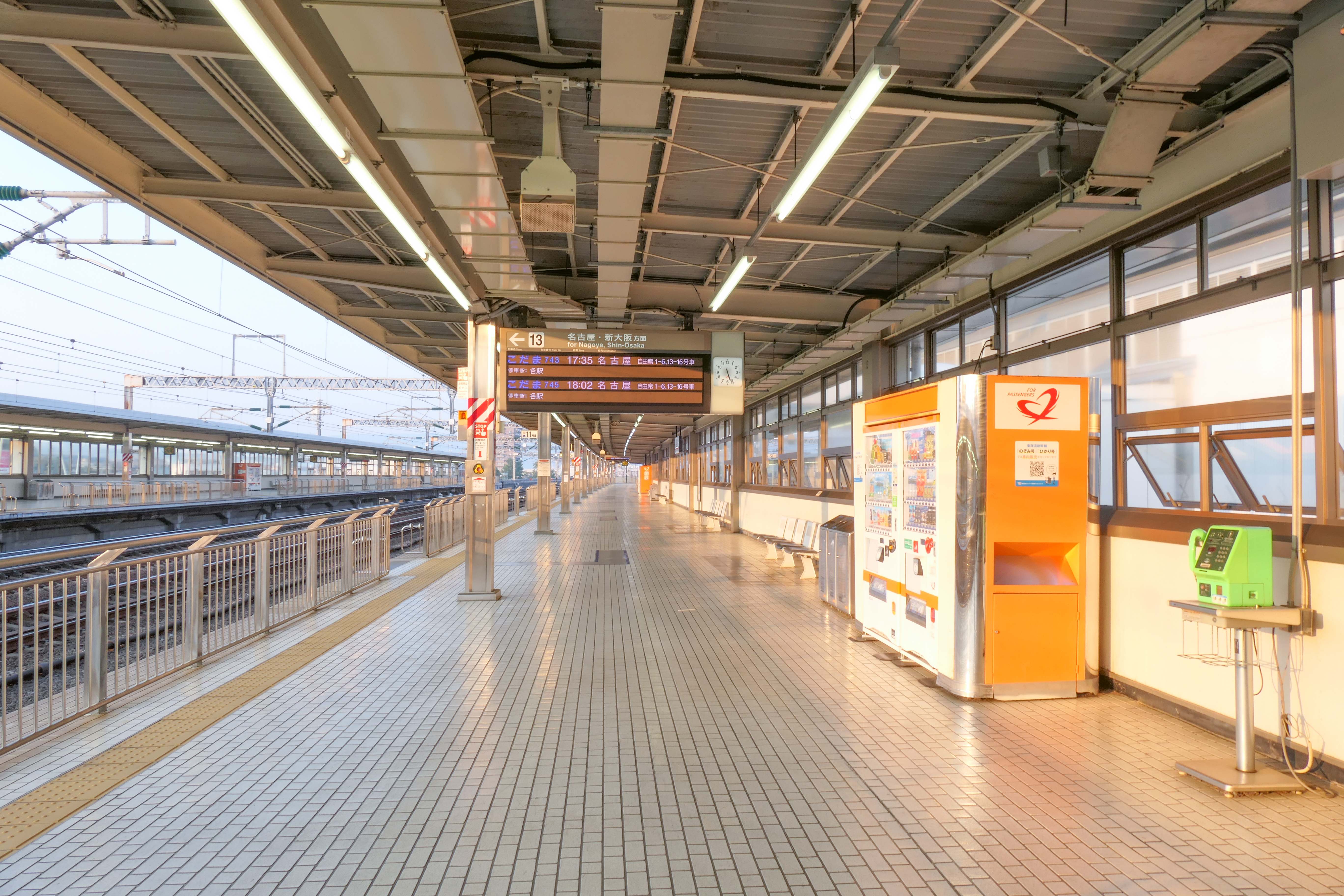
13號月台（2021年8月）
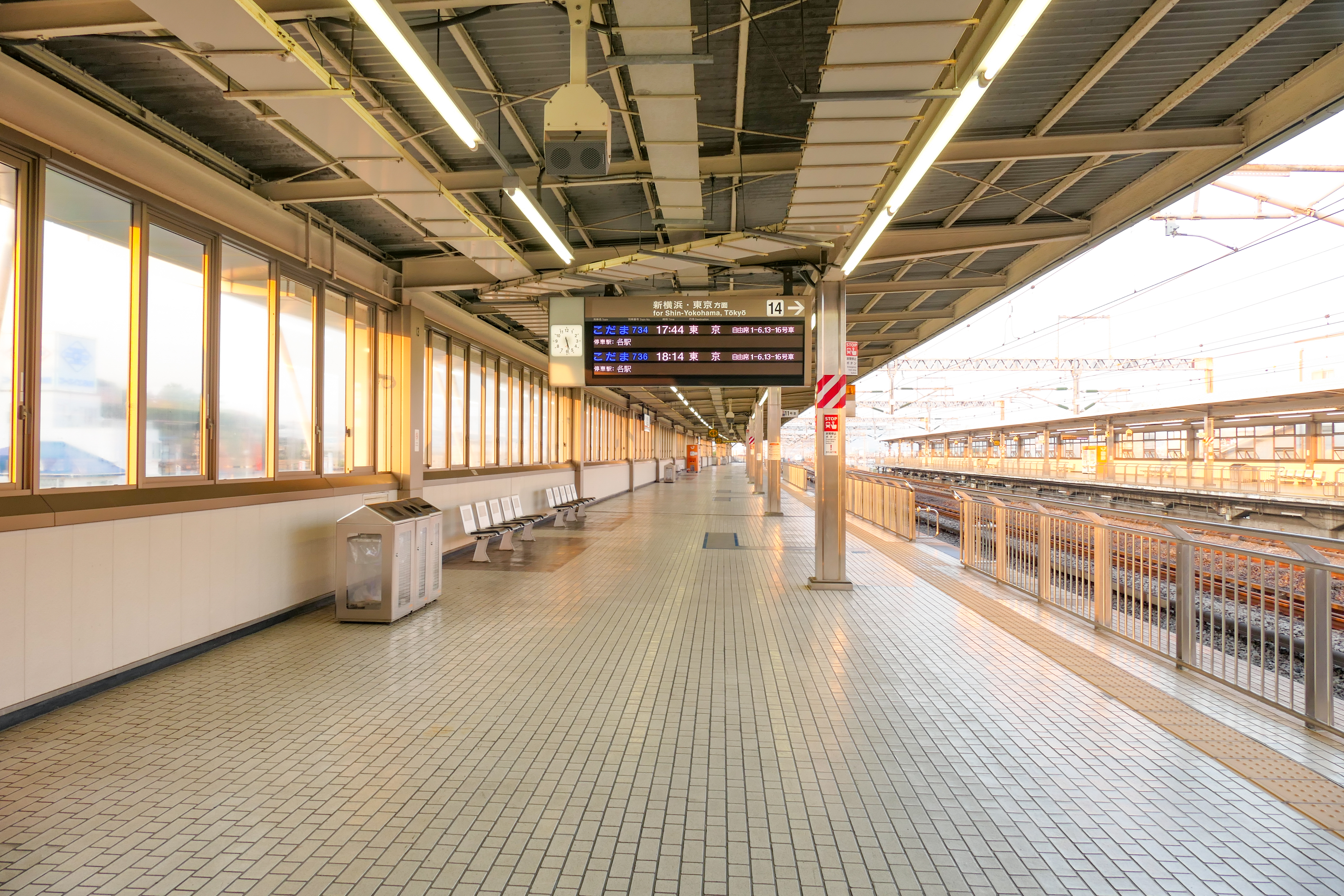
14號月台（2021年8月）

## 車站商店
- 小田原市役所Arc Road（アークロード）市民窗口
- Odakyu MART
- 星巴克
- BECK'S COFFEE SHOP（日语：BECK'S COFFEE SHOP）
- 箱根蕎麥麵（日语：箱根そば）
- 小竹林（日语：小竹林）
- 三省堂書店
- 小田急旅遊（日语：小田急トラベル）
- KIOSK
- NEWDAYS
- Bellmart（日语：ベルマート）
- TreTatte（トレタッテ）

## 利用狀況
- JR東日本 - 2019年度1日平均上車人次為33,460人[JR 1]。
- JR東海 - 2016年度1日平均上車人次為10,787人。
- 小田急電鐵 - 2017年度1日平均上下車人次為66,983人[9]。
該公司全部70個車站當中排名第18位。1991年度以後逐漸下降，2000年以後呈現持平。
- 小田急箱根 - 2016年度1日平均上車人次為10,641人。
該公司車站第1。
- 伊豆箱根鐵道 - 2016年度1日平均上車人次為8,858人。
該公司車站第1。

### 各年度1日平均上下車人次
各年度1日平均上下車人次如下表（僅小田急）。
| 年度               | 小田急電鐵         | 小田急電鐵 | 箱根 登山鐵道      | 箱根 登山鐵道 |
| 年度               | 1日平均 上下車人次 | 增長率     | 1日平均 上下車人次 | 增長率        |
| ------------------ | ------------------ | ---------- | ------------------ | ------------- |
| 1928年（昭和03年） | 2,343              |            | 未開業             | 未開業        |
| 1930年（昭和05年） | 2,210              |            | 未開業             | 未開業        |
| 1935年（昭和10年） | 2,241              |            |                    |               |
| 1940年（昭和15年） | 4,025              |            |                    |               |
| 1946年（昭和21年） | 12,475             |            |                    |               |
| 1950年（昭和25年） | 12,104             |            |                    |               |
| 1955年（昭和30年） | 18,933             |            |                    |               |
| 1960年（昭和35年） | 29,742             |            |                    |               |
| 1965年（昭和40年） | 48,521             |            |                    |               |
| 1970年（昭和45年） | 60,676             |            |                    |               |
| 1975年（昭和50年） | 64,657             |            |                    |               |
| 1980年（昭和55年） | 71,344             |            |                    |               |
| 1985年（昭和60年） | 78,789             |            |                    |               |
| 1990年（平成02年） | 84,469             |            |                    |               |
| 1991年（平成03年） | 84,543             | 0.1%       |                    |               |
| 1995年（平成07年） | 77,300             |            |                    |               |
| 1999年（平成11年） |                    |            | 19,536             |               |
| 2000年（平成12年） | 66,220             |            | 19,358             | −0.9%         |
| 2001年（平成13年） |                    |            | 18,962             | −2.0%         |
| 2002年（平成14年） |                    |            | 18,574             | −2.0%         |
| 2003年（平成15年） | 64,246             | 0.2%       | 18,899             | 1.7%          |
| 2004年（平成16年） | 62,960             | −2.0%      | 18,065             | −4.4%         |
| 2005年（平成17年） | 63,600             | 1.0%       | 18,274             | 1.2%          |
| 2006年（平成18年） | 63,897             | 0.5%       | 18,204             | −0.4%         |
| 2007年（平成19年） | 64,970             | 1.7%       | 19,263             | 5.8%          |
| 2008年（平成20年） | 65,555             | 0.9%       | 18,897             | −1.9%         |
| 2009年（平成21年） | 65,031             | −0.8%      | 18,514             | −2.0%         |
| 2010年（平成22年） | 64,685             | −0.5%      | 17,972             | −2.9%         |
| 2011年（平成23年） | 63,886             | −1.2%      | 16,619             | −7.5%         |
| 2012年（平成24年） | 65,799             | 3.0%       | 17,855             | 7.4%          |
| 2013年（平成25年） | 66,951             | 1.8%       | 18,227             | 2.1%          |
| 2014年（平成26年） | 66,498             | −0.7%      | 18,501             | 1.5%          |
| 2015年（平成27年） | 64,580             | −2.9%      | 16,299             | −11.9%        |
| 2016年（平成28年） | 66,612             | 3.1%       | 18,032             | 10.6%         |
| 2017年（平成29年） | 66,983             | 0.6%       | 18,692             | 3.7%          |
| 2018年（平成30年） | 65,927             | −1.6%      | 18,172             | −2.8%         |
| 2019年（令和元年） | 62,396             | −5.4%      |                    |               |

### 各年度1日平均上車人次
各年度1日平均上車人次如下表。
| 年度               | JR東日本 | JR東海 | 小田急電鐵 | 小田急箱根 | 伊豆箱根鐵道 | 來源        |
| ------------------ | -------- | ------ | ---------- | ---------- | ------------ | ----------- |
| 1995年（平成07年） | 35,059   | 13,384 | 38,286     | 11,792     | 10,381       | [ 県勢 2 ]  |
| 1998年（平成10年） | 33,395   | 9,593  |            | 11,162     | 9,945        | [ 県勢 3 ]  |
| 1999年（平成11年） | 32,406   | 9,370  |            | 10,777     | 9,805        | [ 県勢 4 ]  |
| 2000年（平成12年） | 32,060   | 9,399  | 32,579     | 10,606     | 9,588        | [ 県勢 4 ]  |
| 2001年（平成13年） | 31,681   | 9,428  | 32,342     | 10,401     | 9,470        | [ 県勢 5 ]  |
| 2002年（平成14年） | 30,870   | 9,232  | 31,704     | 11,141     | 8,901        | [ 県勢 6 ]  |
| 2003年（平成15年） | 32,444   | 9,397  | 32,297     | 11,202     | 9,092        | [ 県勢 7 ]  |
| 2004年（平成16年） | 31,732   | 9,790  | 31,313     | 10,812     | 9,012        | [ 県勢 8 ]  |
| 2005年（平成17年） | 31,992   | 10,036 | 31,642     | 10,772     | 9,107        | [ 県勢 9 ]  |
| 2006年（平成18年） | 32,160   | 10,223 | 31,851     | 10,606     | 8,914        | [ 県勢 10 ] |
| 2007年（平成19年） | 32,857   | 10,574 | 32,337     | 11,386     | 8,869        | [ 県勢 11 ] |
| 2008年（平成20年） | 32,897   | 10,523 | 32,620     | 11,383     | 8,891        | [ 県勢 12 ] |
| 2009年（平成21年） | 32,767   | 9,922  | 32,371     | 11,040     | 8,793        | [ 県勢 13 ] |
| 2010年（平成22年） | 32,503   | 10,052 | 32,218     | 10,758     | 8,600        | [ 県勢 14 ] |
| 2011年（平成23年） | 32,469   | 10,008 | 31,838     | 9,788      | 8,554        | [ 県勢 15 ] |
| 2012年（平成24年） | 33,835   | 10,257 | 32,776     | 10,671     | 8,738        | [ 県勢 16 ] |
| 2013年（平成25年） | 34,602   | 10,596 | 33,311     | 10,956     | 9,047        | [ 県勢 17 ] |
| 2014年（平成26年） | 34,196   | 10,446 | 33,143     | 11,086     | 8,846        | [ 県勢 18 ] |
| 2015年（平成27年） | 34,183   | 10,495 | 32,178     | 9,433      | 8,858        | [ 県勢 19 ] |
| 2016年（平成28年） | 34,484   | 10,787 | 33,197     | 10,641     | 8,858        | [ 県勢 20 ] |
| 2017年（平成29年） | 34,363   | 11,139 | 33,353     | 11,043     | 8,824        | [ 県勢 21 ] |
| 2018年（平成30年） | 34,260   | 11,245 | 32,847     | 10,638     | 8,773        | [ 県勢 22 ] |
| 2019年（令和元年） | 33,460   |        |            |            |              |             |

### JR貨物
近年運送噸數如下。
| 年度   | 輸出噸數 | 輸入噸數 | 來源        |
| ------ | -------- | -------- | ----------- |
| 1998年 |          |          |             |
| 1999年 |          |          |             |
| 2000年 |          |          |             |
| 2001年 |          |          |             |
| 2002年 | 800      | 800      | [ 県勢 23 ] |
| 2003年 | 800      | 1,200    | [ 県勢 24 ] |
| 2004年 | 800      | 800      | [ 県勢 25 ] |
| 2005年 | 800      | 800      | [ 県勢 26 ] |
| 2006年 | 800      | 800      | [ 県勢 27 ] |
| 2007年 | 800      | 800      | [ 県勢 28 ] |
| 2008年 | 800      | 800      | [ 県勢 29 ] |
| 2009年 |          |          |             |

## 車站周邊

### 東口（表口）
車站周邊是神奈川縣西湘地區的代表市區，但在商業設施陸續撤退下，市區發展受挫。
東口巴士圓環下方有小田原地下街「HaRuNe小田原」。此地下街在1976年11月以AMI ODACHIKA（アミーおだちか）開幕，2007年6月暫時關閉，2009年4月小田原市決定再興具有地域資源與情報傳播機能等的設施，2014年11月1日重新開幕。
車站開設前的1901年，附近的神奈川縣第二中學校開校。該校隨著車站開設，於1914年移至西北的八幡，也就是現在的神奈川縣立小田原高等學校。車站東口有「小田原高等學校發源地」的石碑。

#### 司法
- 橫濱地方裁判所（日语：横浜地方裁判所）小田原支部
- 橫濱家庭裁判所（日语：横浜家庭裁判所）小田原支部
- 小田原簡易裁判所（日语：小田原簡易裁判所）

#### 行政
- 橫濱地方檢察廳（日语：横浜地方検察庁）小田原支部
- 小田原區檢察廳
- 日本年金機構（日语：日本年金機構）小田原年金事務所
- 小田原勞動基準監督署
- HelloWork小田原（公共職業安定所）

#### 學校
- 小田原女子短期大學
- 神奈川縣立小田原高等學校（日语：神奈川県立小田原高等学校）
- 旭丘高等學校（日语：旭丘高等学校 (神奈川県)）
- 相洋高等學校（日语：相洋高等学校）

#### 觀光
- 小田原城址公園（日语：小田原城址公園）
  - 小田原城天守閣
  - 小田原城歷史見聞館
  - 小田原市鄉土文化館（日语：小田原市郷土文化館）
  - 小田原市立圖書館
- 清閑亭
- 小田原文學館
- 白秋童謠館

#### 商業設施
- 小田原LUSCA（日语：ラスカ）（車站大樓）
  - 三越
  - 有隣堂
  - 成城石井
- EPO小田原
  - 無印良品
  - 西友
  - LIBRO（日语：リブロ）
- APRI（アプリ）
  - 安利美特小田原店
  - 淘兒唱片
  - 松本清
  - Village Vanguard（日语：ヴィレッジヴァンガード_(書籍・雑貨店)）
- Odakyu OX（日语：小田急商事）
- 唐吉訶德
- 商店街
  - 小田原錦通商店街（日语：小田原錦通り商店街）
  - 小田原銀座商店会
  - 御堀端商店街（お堀端商店街）
  - 青物町商店會
  - 鑽石街商店會（ダイヤ街商店会）
  - 小田原站前東通商店會
- 小田原地下街HaRuNe小田原（日语：ハルネ小田原）

#### 郵局、銀行、金融機關
- 小田原郵便局（日语：小田原郵便局）
  - 郵貯銀行小田原店
- 小田原本町郵便局
- 小田原濱町郵便局
- 橫濱銀行
- 瑞穗銀行
- 三井住友銀行
- 里索那銀行
- 三井住友信託銀行
- 駿河銀行（日语：スルガ銀行）
- 靜岡銀行
- 靜岡中央銀行（日语：静岡中央銀行）
- 相模信用金庫a（日语：さがみ信用金庫）
- 小田原第一信用組合（日语：小田原第一信用組合）
- 野村證券
- 瑞穗證券
- SMBC日興證券
- 三菱UFJ摩根史坦利證券

#### 其他
- 東日本旅客鐵道小田原保線區
- 松本站長殉難碑（日语：松本駅長殉難碑） - 為紀念1941年7月因颱風殉職的站長所建的紀念碑[16]。

### 西口（新幹線口）

#### 行政
- 小田原市役所（日语：小田原市役所）
- 小田原稅務署
- 小田原警察署（日语：小田原警察署）
- 小田原縣稅事務所
- 神奈川縣小田原合同廳舍

#### 學校
- 關東學院大學小田原校區
- 國際醫療福祉大學小田原校區
- 神奈川縣立小田原高等學校（日语：神奈川県立小田原高等学校）
- 相洋高等學校

#### 郵局
- 小田原城山郵便局

#### 企業
- 小田急箱根大樓（日语：小田急箱根ビル）（箱根登山鐵道、小田急箱根控股本社）

#### 其他
- 小田原競輪場（日语：小田原競輪場）
- 國府津運輸區（日语：国府津運輸区）小田原乘務員宿泊所

## 巴士路線

### 東口
1號乘車處
- 箱根登山巴士
  - 城東車庫（經蘆子橋）
  - 板橋 ※僅平日
  - 栢山站（經飯泉入口）
  - 關本（經飯泉入口、飯田岡、富士軟片） ※平日3班
  - 關本（經飯泉入口、富水站入口、新屋、富士軟片） ※平日1班
  - 水之尾口、水之尾（經藤棚、小田原競輪場） ※平日早晨、傍晚、假日早晨

2號乘車處
- 伊豆箱根巴士（日语：伊豆箱根バス）
  - 船原、小田原花園（經市役所、日本菸草、三國）
  - 三國（ミクニ）（經市役所、日本菸草） ※平日2班
  - 久野車庫（經荻窪、市役所）

3號乘車處
- 箱根登山巴士
  - 箱根町（經箱根湯本站、宮之下、小涌園、元箱根港） ※平日1班經蘆之湯舊道
  - 上畑宿（經箱根湯本站、箱根舊道） ※1日1班

4號乘車處
- 箱根登山巴士
  - 仙石導覽所（仙石案内所）、桃源台、湖尻（經箱根湯本站、宮之下、宮城野、仙石）、POLA美術館（經箱根湯本站、宮之下、宮城野、仙石）

5號乘車處
- 伊豆箱根巴士
  - 關所跡、箱根町（經箱根湯本站、宮之下、小涌園、元箱根） （伊豆箱根） ※1日1班經湯之花飯店
  - 箱根園（日语：箱根園）（經箱根湯本站、宮之下、小涌園、元箱根） （伊豆箱根） ※1日2班
  - 湖尻、箱根園（經箱根湯本站、宮之下、小涌園、早雲山） （伊豆箱根） ※白天經大涌谷

6號乘車處
- 小田原宿觀光巡迴巴士（觀光季運行）
- 富士急湘南巴士（日语：富士急湘南バス）
  - <小11> 新松田站（經飯泉入口、中堀、西大友経由）
  - <小14> 新松田站（經飯泉入口、中堀、下千代、下曾我站、上大井站）
  - <小15> 下曾我站（經飯泉入口、中堀、下千代）
  - <小20> 成田工業循環（經飯泉入口、相模容器前）
- 富士急湘南巴士、近鐵巴士（日语：近鉄バス）
  - <高速夜行>「金太郎號」 京都站、大阪站（東梅田站）、OCAT（日语：大阪シティエアターミナル）、阿倍野橋

7號乘車處
- 箱根登山巴士
  - 國府津站（經青物町、山王、宮之前）
  - 國府津站（經青物町、山王、鴨宮站、矢作） ※1日2～3班
  - Dynacity（日语：ダイナシティ (ショッピングセンター)）（經青物町、山王、鴨宮站）
- 神奈川中央交通（日语：神奈川中央交通平塚営業所）
  - <平45> 平塚站北口（經小田原町、國府津站、二宮站南口、花水） ※假日1班

8號乘車處
- 箱根登山巴士
  - 湯河原站（經真鶴站、福浦） ※平日2班，周六1班
  - 石名坂（經根府川站） ※平日
- 江之電巴士（日语：江ノ電バス）、南海巴士（日语：南海バス）
  - <高速夜行> JR堺市站前（經京都站、OCAT、難波、南海堺站前、南海堺東站前）

### 西口
1號乘車處
- 伊豆箱根巴士
  - 關東學院大學、佐伯眼科（經荻窪中）
  - 苗場White Snow Shuttle 苗場王子大飯店（日语：苗場プリンスホテル） ※冬季

2號乘車處
- 伊豆箱根巴士
  - 久野車庫（經市役所）
  - 兔河原循環（經市役所、久野車庫）
  - 小田原站東口（經廣小路、井細田站、市役所南口）

3號乘車處
- 箱根登山巴士
  - 水之尾（經小田原競輪場）
  - 休憩之森（いこいの森）（經小田原競輪場・水之尾） ※季節運行

4號乘車處
- 箱根登山巴士
  - （臨時）休憩之森（經小田原競輪場、水之尾）
- 伊豆箱根巴士
  - （臨時）休憩之森（經荻窪中）
  - （臨時）久野靈園（經荻窪）

5號乘車處
- - （臨時）小田原競輪場

小田原站西口前
- 富士急湘南巴士
  - 成田機場 ※停止運行

## 相鄰車站
東日本旅客鐵道
 東海道線
- 特急「舞孃」部分停車站
- 特急「湘南」起訖站

■特別快速（經湘南新宿線）、■快速「ACTY」
國府津（JT 14）－小田原（JT 16）
■快速（經湘南新宿線，下行列車自戶塚站起至該站為普通列車）
鴨宮（JT 15）－小田原（JT 16）
■普通
鴨宮（JT 15）－小田原（JT 16）－早川（JT 17）
東海道貨物線
西湘貨物－小田原
東海旅客鐵道
東海道新幹線
新橫濱－小田原－熱海
 小田急電鐵
 小田原線
- □特急浪漫特快「超級箱根」「箱根」「相模」「地鐵箱根」「Home Way」停車站、「相模」起訖站、「Morningway」始發站

■快速急行
新松田（OH 41）－小田原（OH 47）
■急行
開成（OH 42）－小田原（OH 47）
■各站停車
足柄（OH 46）－小田原（OH 47）－箱根板橋（OH 48）
小田急箱根
 鐵道線（箱根登山電車）
- □特急浪漫特快「超級箱根」「箱根」「相模」「地鐵箱根」「Home Way」停車站

■各站停車
小田原 (OH 47)－箱根板橋 (OH 48)
伊豆箱根鐵道
■大雄山線
小田原（ID01）－綠町（ID02）

### 使用情況
JR東日本2000年度以後上車人次
1. ↑  .   [2016-06-12]. （原始内容存档于2019-03-24）.
2. ↑  各駅の乗車人員（2000年度） （页面存档备份，存于） - JR東日本
3. ↑  各駅の乗車人員（2001年度） （页面存档备份，存于） - JR東日本
4. ↑  各駅の乗車人員（2002年度） （页面存档备份，存于） - JR東日本
5. ↑  各駅の乗車人員（2003年度） （页面存档备份，存于） - JR東日本
6. ↑  各駅の乗車人員（2004年度） （页面存档备份，存于） - JR東日本
7. ↑  各駅の乗車人員（2005年度） （页面存档备份，存于） - JR東日本
8. ↑  各駅の乗車人員（2006年度） （页面存档备份，存于） - JR東日本
9. ↑  各駅の乗車人員（2007年度） （页面存档备份，存于） - JR東日本
10. ↑  各駅の乗車人員（2008年度） （页面存档备份，存于） - JR東日本
11. ↑  各駅の乗車人員（2009年度） （页面存档备份，存于） - JR東日本
12. ↑  各駅の乗車人員（2010年度） （页面存档备份，存于） - JR東日本
13. ↑  各駅の乗車人員（2011年度） （页面存档备份，存于） - JR東日本
14. ↑  各駅の乗車人員（2012年度） （页面存档备份，存于） - JR東日本
15. ↑  各駅の乗車人員（2013年度） （页面存档备份，存于） - JR東日本
16. ↑  各駅の乗車人員（2014年度） （页面存档备份，存于） - JR東日本
17. ↑  各駅の乗車人員（2015年度） （页面存档备份，存于） - JR東日本
18. ↑  各駅の乗車人員（2016年度） （页面存档备份，存于） - JR東日本
19. ↑  各駅の乗車人員（2017年度） （页面存档备份，存于） - JR東日本
20. ↑  各駅の乗車人員（2018年度） （页面存档备份，存于） - JR東日本
21. ↑  各駅の乗車人員（2019年度） （页面存档备份，存于） - JR東日本

神奈川縣縣勢要覽
1. ↑  .   [2016-06-12]. （原始内容存档于2015-09-27）.
2. ↑  線区別駅別乗車人員（1日平均）の推移PDF
3. ↑  神奈川県県勢要覧（平成12年度）
4. 1 2  神奈川県県勢要覧（平成13年度）PDF
5. ↑  神奈川県県勢要覧（平成14年度）PDF
6. ↑  神奈川県県勢要覧（平成15年度）PDF
7. ↑  神奈川県県勢要覧（平成16年度）PDF
8. ↑  神奈川県県勢要覧（平成17年度）PDF
9. ↑  神奈川県県勢要覧（平成18年度）PDF
10. ↑  神奈川県県勢要覧（平成19年度）PDF
11. ↑  神奈川県県勢要覧（平成20年度）PDF
12. ↑  神奈川県県勢要覧（平成21年度）PDF
13. ↑  神奈川県県勢要覧（平成22年度）PDF
14. ↑  神奈川県県勢要覧（平成23年度）PDF
15. ↑  神奈川県県勢要覧（平成24年度）PDF
16. ↑  神奈川県県勢要覧（平成25年度）PDF
17. ↑  神奈川県県勢要覧（平成26年度）PDF
18. ↑  神奈川県県勢要覧（平成27年度）PDF
19. ↑  神奈川県県勢要覧（平成28年度）PDF
20. ↑  神奈川県県勢要覧（平成29年度）PDF
21. ↑  神奈川県県勢要覧（平成30年度）PDF
22. ↑  神奈川県県勢要覧（令和元年度）PDF
23. ↑  神奈川県県勢要覧（平成15年度版） 220,222,226-228ページ
24. ↑  神奈川県県勢要覧（平成16年度版） 228ページ
25. ↑  神奈川県県勢要覧（平成17年度版） 222,224,228-230ページ
26. ↑  神奈川県県勢要覧（平成18年度版） 230ページ
27. ↑  神奈川県県勢要覧（平成19年度版） 224,226,230-232ページ
28. ↑  神奈川県県勢要覧（平成20年度版） 237ページ
29. ↑  神奈川県県勢要覧（平成21年度版）

## 外部連結
- 車站資訊（小田原）：東日本旅客鐵道
- 小田原 - 東海旅客鐵道
- 小田原 - 小田急電鐵
- 小田原站 （页面存档备份，存于） - 小田急箱根
- 小田原站 （页面存档备份，存于） - 伊豆箱根鐵道